# Mirai Wa Minaide
«Mirai Wa Minaide» (яп. 未来はみないで) — песня японская рок-н-ролл группы The Yellow Monkey, изданный в март 2020 года.
Песня была написана основным автором песен, Кадзуя Ёсии. Он уже написал песню до объявления о воссоединении. Лирика была написана как письмо для их поклонников.
Песня впервые была доставлена их поклонникам в конце 2019 года. Это был подарочные компакт-диск на 30-летию группы. Песня была выпущена по просьбе поклонника в март 2020 года.
Видеоклип к песне снимался преимущественно в Владивосток.

## Список композиций
1. «Mirai Wa Minaide» — 5:06

## Участники записи
- Кадзуя Ёсии — вокал
- Хидэаки Кикути — гитара
- Ёити Хиросэ — бас-гитара
- Эйдзи Кикути — ударные